# Vladimír Merta 1
Vladimír Merta 1 (1989) je první ze dvojice vydaných alb Vladimíra Merty z koncertu z Malostranské besedy v Praze v roce 1988. Na album navazuje ve stejné době vydaná deska Vladimír Merta 2. Album obsahuje 10 písní, autorem osmi z nich je Merta, Mertou zhudebněné texty písní Plíží se večery a Kupředu složil Viktor Dyk. Sleeve-note napsal Ladislav Kantor.

## Seznam písní
1. Plíží se večery – 3:19
2. Na dluh Bulatu Okudžavovi – 6:41
3. Madona Decibella – 4:03
4. Bohyně zítra – 5:37
5. Pozítří – 2:14
6. Video 2000 – 4:03
7. Armády noci – 4:27
8. Kocovina – 3:23
9. Konec experimentu – 7:06
10. Kupředu – 2:59

Album nahrál Vladimír Merta (zpěv, kytara, foukací harmonika, pískání).

## Reedice
Album vyšlo spolu s následujícím Vladimír Merta 2 v reedici na 2CD Live Malostranská beseda 1988 (2010).